# Cynan ap Hywel
Cynan ap Hywel (overleden 1003) was koning van Gwynedd van de dood van Maredudd ab Owain in (ca.) 999 tot zijn eigen dood in (ca.) 1003. Hij was vermoedelijk de zoon van Hywel ab Ieuaf, maar er is verder vrijwel niets bekend over hem.